# Super Mario Galaxy 2
Super Mario Galaxy 2 (яп. スーパーマリオギャラクシー 2) — тривимірний платформер з серії Mario, розроблений компанією Nintendo для консолі Wii, сіквел Super Mario Galaxy. Гра була випущена 23 травня 2010 в Північній Америці, 27 травня 2010 — в Японії і 11 червня 2010 року — в Європі.

## Сюжет
Принцеса Піч запрошує Маріо на Зоряний фестиваль, обіцяючи почастувати його пирогом домашнього приготування. По дорозі до палацу принцеси він зустрічає Луму — схоже на зірку істота, яка наділяє його можливістю крутитися. Несподівано Маріо бачить свого заклятого ворога — Боузера. Той досяг величезного розміру і, напавши на Грибне королівство, як водиться, викрадає Принцесу Піч. Після цього лиходій вирушає в космос, щоб створити там власну імперію. Маріо пускається в гонитву і в космосі зустрічає Луббу, що називає себе головним Лумой, який надає йому в розпорядження космічний корабель, що працює на енергії зірок. На ньому Маріо починає свою подорож з метою врятувати принцесу, а також допомогти Луббе знайти загублених лум.

## Геймплей
Геймплей Super Mario Galaxy 2 схожий з ігровим процесом попередньої частини. Розміри планет стали менше, що дозволяє гравцеві частіше переміщатися з однієї планети на іншу. Маріо тепер може пересуватися верхи на Йоші, як у Super Mario World. Динозаврик може допомагати Маріо долати перешкоди, використовуючи свою мову, а також заковтувати ворогів і використовувати їх як снаряди. Поїдаючи фрукти, Йоші набуває додаткові здібності, при цьому змінюючи свій колір. Червоний Йоші отримує додаткове прискорення, синій має можливість надуватися як куля, а жовтий динозаврик світиться, допомагаючи Маріо знаходити секрети в темряві.
Ігрова всесвіт складається з шести світів, а також сьомого світу, що є секретним. У міру проходження Super Mario Galaxy 2 гравець зустрічається з двадцятьма босами, при тому з деякими з них -кілька разів.
У Super Mario Galaxy 2 присутня можливість на зразок тієї, що була використана в New Super Mario Bros. Wii, дозволяє гравцеві передати управління комп'ютера, який автоматично пройде викликають утруднення місця. Однак включивши цей режим, гравець закінчить рівень з бронзовою зіркою, а не із золотою, як у випадку самостійного проходження. У грі також присутня кооперативний мультиплеєр; в цьому випадку другий гравець керує Лумой.

## Розробка
Гра була вперше представлена на виставці Electronic Entertainment Expo 2009 року. Її реліз міг відбутися раніше запланованого, проте був перенесений на середину 2010 року через вихід наприкінці 2009 гри New Super Mario Bros. Wii. Сігеру Міямото в одному зі своїх інтерв'ю заявив, що понад 90% можливостей в грі є абсолютно новими.

## Оцінки
Як і попередня частина, Super Mario Galaxy 2 отримала безліч хвалебних слів від критиків. GameSpot поставив грі вищий бал (10), відзначивши, що гра встановила нові стандарти
платформерів. Також вищою оцінкою Super Mario Galaxy 2
| Агрегатор    | Оцінка |
| ------------ | ------ |
| GameRankings | 97.35% |
| Metacritic   | 97     |

удостоїли сайт IGN і журнал Edge. Серед недоліків гри рецензентами відзначалися її підвищена складність і схожість із першою частиною. Середня оцінка Super Mario Galaxy 2 на Game Rankings становить 97,07%, на сайті Metacritic — 97/100.